# Étienne Villette
Pour les articles homonymes, voir Villette.
Étienne Villette (né le 20 juin 1880 à Déville-lès-Rouen, mort le 25 janvier 1941 à Rouen) est un architecte français du XXe siècle.

## Biographie
Étienne Emmanuel François Villette nait à Déville-lès-Rouen, au no 5 route du Havre, fils de Jean Baptiste Ernest, charpentier et de Céleste Albertine Platel.
Mobilisé lors de la Première Guerre mondiale, il intègre l'infanterie puis l'aviation du 11 août 1914 au 28 septembre 1919. Il est décoré de la croix de guerre et de la victoire.
Dessinateur, il devient architecte.
Il se marie le 25 juillet 1910 à Saint-Étienne-du-Rouvray avec Marthe Juliette Marie Durragon.
Il vit en 1910 au no 25 rue Le-Nostre et en 1919 au no 28 rue de Crosne à Rouen.
Il meurt à son domicile en 1941.

## Principales réalisations
- café Le Métropole, rue Jeanne-d'Arc à Rouen - 1932[1]
- siège du Journal de Rouen, 6 rue de l'Hôpital à Rouen - 1933 (avec Paul Rabel)
- ensemble néo-normand, 84-88 rue Saint-Romain à Rouen - 1939

## Distinctions
- Croix de guerre 1914–1918, étoile de bronze
- Médaille de la Victoire